# Hymenomima densata
Hymenomima densata là một loài bướm đêm trong họ Geometridae.